# Центар за жртве трговине људима „Светионик”
Центар за жртве трговине људима „Светионик” (јап. 人身取引被害者サポートセンター　ライトハウス) је непрофитна организација са седиштем у Токију која ради на искорењивању трговине људима и модерног ропства.  
Некада је био познат као „Пројекат Поларис Јапан” (јап. ポラリスプロジェクトジャパン). 

## Историјат
Центар за жртве трговине људима „Светионик” је основала Шихоко Фуџивара августа 2004. Следеће године је Центар успоставио једину телефонску линију за консултације широм земље за жртве трговине људима и оне који желе да пријаве могућу активност трговине људима у Јапану. Од тада, телефонска линија за консултације се користи као извор савета о трговини људима широм земље. Дежурна линија пружа консултације за око стотину жртава или чланова породица годишње.
Поред одржавања телефонске линије, бави се подизањем свести јавности и радом на заговарању. Анимиране или цртане материјале који приказују децу млађу од осамнаест година у сврху сексуалног узбуђења (као што је лоликон манга) регулишу као дечја порнографија.
Године 2011. Шихоко Фуџивара је проглашена за једну од сто најутицајнијих жена Јапана од стране магазина Аера. Говорила је 2012. о јапанској сексуалној експлоатацији на TED конференцији.